# Laisälven

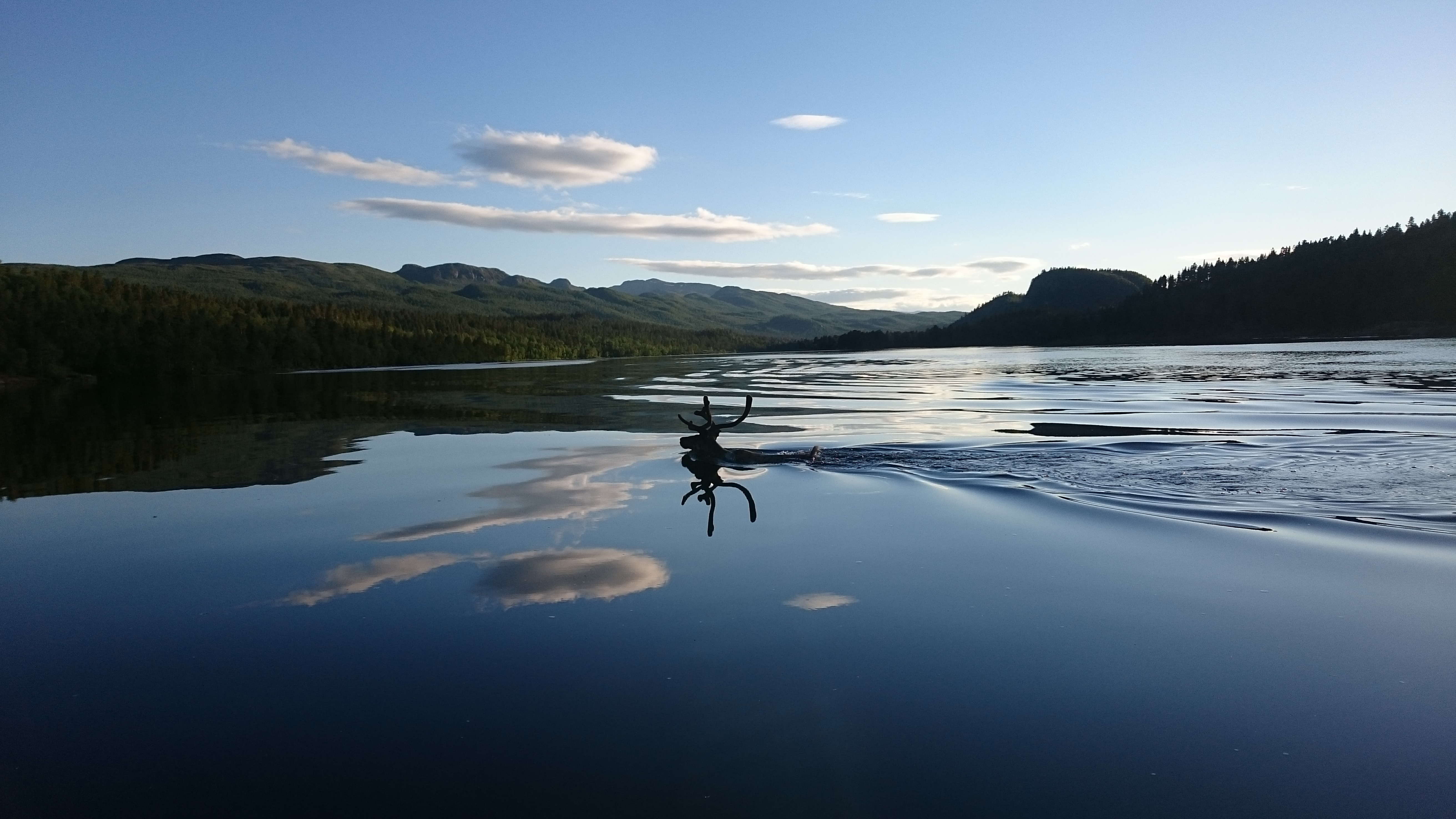
Un Rangifer tarandus traversant le Laisälven. Juillet 2017.

La Laisälven est une rivière des comtés de Norrbotten et Västerbotten, dans la province historique de Laponie, au nord de la Suède. 

## Géographie
Elle prend sa source à proximité de la montagne Nasafjäll, près de la frontière norvégienne et se dirige ensuite vers l'est dans une vallée de montagne (Laisdalen). Elle pénètre alors une série de lacs comprenant Yraft, Mittisjön, Gautsjön et enfin le long et étroit Laisan, qui se dirige vers le sud. Elle rejoint enfin la rivière Vindelälven à l'extrémité sud-est du lac Storvindeln. La Laisälven est le principal affluent de la Vindelälven, et les deux rivières ont d'ailleurs une taille assez similaire lors de la confluence.
La rivière est située dans une région très sauvage. De nombreuses aires protégées sont situées sur son cours ou à proximité. La partie supérieure du cours est considérée comme l'une des vallées les plus riches de tout le pays pour la faune sauvage. Cette section est classée comme zone humide d'importance internationale de la convention de Ramsar sous le nom Tjålmejaure-Laisdalen. Les montagnes au nord sont protégées par le parc national de Pieljekaise tandis que les montagnes au sud sont situées dans la réserve naturelle de Vindelfjällen. En pénétrant dans le lac Yraft, la rivière forme un delta qui est protégé par la réserve naturelle d'Yrafdeltat. Enfin, à la sortie du lac Laisan, la rivière longe ensuite la réserve naturelle de la forêt primaire de Laisdalen (Laisdalen fjällurskog). En tant qu'affluent de la rivière nationale Vindelälven, la Laisälven est protégée contre toute modification de son cours, en particulier par une installation hydroélectrique.
Plusieurs installations en rapport avec l'exploitation de la mine d'argent de Nasa (1635–1659 et 1770–1810) se situent sur le cours de la rivière. La mine elle-même est située dans la montagne Nasafjäll, tandis que la fonderie utilisée entre 1770 et 1810 était installée à Adolfsström, sur les rives du lac Yraft.